# 雄勝町雄勝
雄勝町雄勝（おがつちょうおがつ）は、宮城県石巻市にある大字であり、旧桃生郡雄勝浜、桃生郡十五浜村大字雄勝、桃生郡雄勝町大字雄勝にあたる。郵便番号は986-1333。住居表示未実施で住所では雄勝町雄勝のあとに小字名が続く。

## 地理

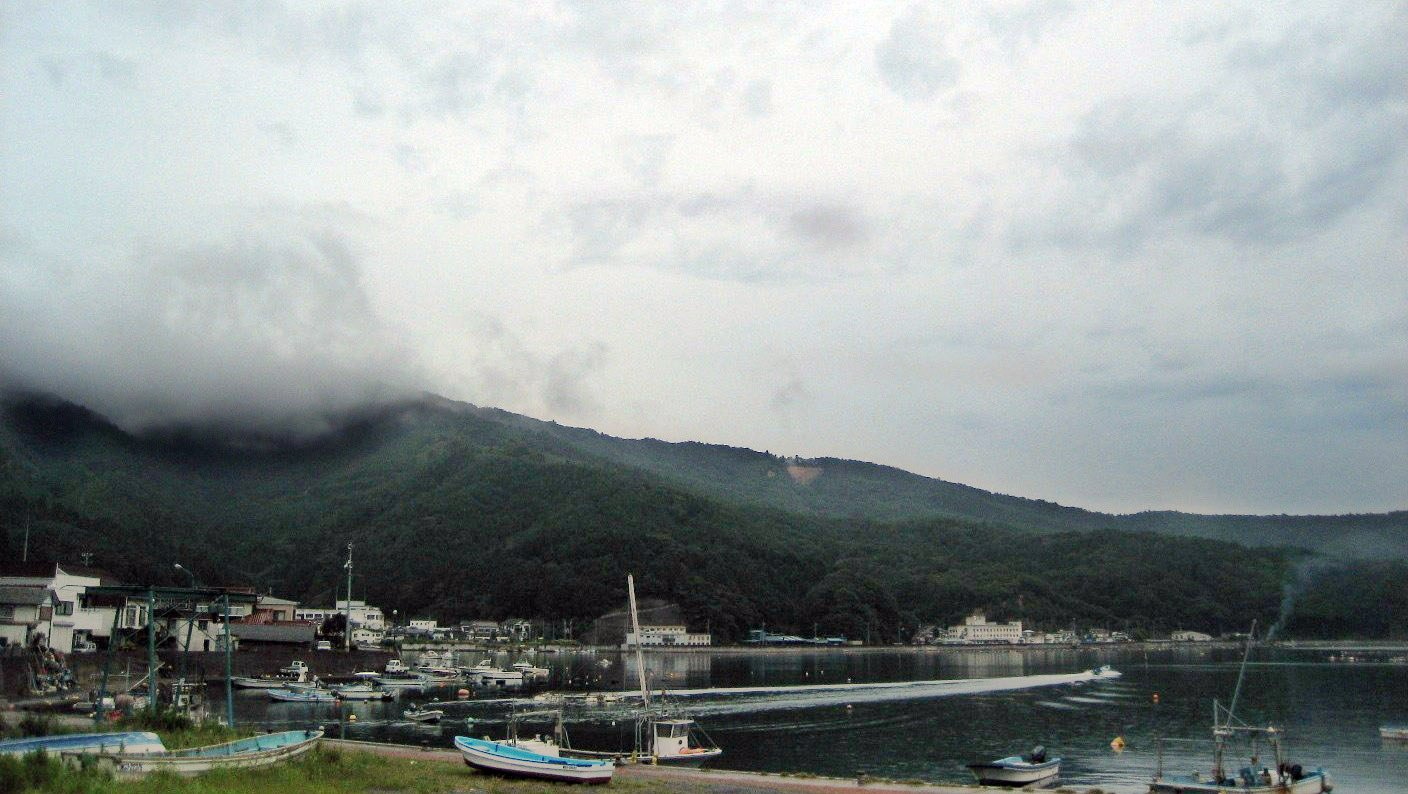
雄勝湾（2009年撮影）。

北と西は河北地域の釜谷や針岡など、東は雄勝町明神、南は牡鹿郡女川町浦宿浜などと接し、内部に雄勝町下雄勝と雄勝町上雄勝を擁する。町の大半が山地であり、家屋は平地に密集し、新田開発はされず農業は発展していない代わりに漁業が発達している。
雄勝湾に面し、湾が深く入り込んだ地形の突端に中心となる集落が存在していた。昔から雄勝硯の産地として著名であり、域内の山地から、その元となる玄昌石を採っている。

### 地価
2019年（平成31年）時点での雄勝町雄勝字味噌作107番30での地価は9,000円/ｍ2（29,752円/坪）になっている。

### 小字
仙台法務局石巻支局の「石巻市登記所備付地図データ」（2024年10月5日時点）およびデジタル庁公表のアドレス・ベース・レジストリの「宮城県町字マスターデータセット」（2024年8月13日時点）および運輸局公表の「東北運輸局宮城運輸支局住所コード表」（2024年11月1日時点）によれば、雄勝町雄勝の小字は以下の通りである。
| 大字       | 小字       | 出典         | 出典         | 出典 |
| 大字       | 小字       | 町字マスター | 運輸局コード | 登記 |
| ---------- | ---------- | ------------ | ------------ | ---- |
| 雄勝町雄勝 | 字伊勢畑   | ○            | ○            | ○    |
| 雄勝町雄勝 | 字下雄勝   | ○            | ○            | ○    |
| 雄勝町雄勝 | 字原       | ○            | ○            | ○    |
| 雄勝町雄勝 | 字呉壺     | ○            | ○            | ○    |
| 雄勝町雄勝 | 字寺       | ○            | ○            | ○    |
| 雄勝町雄勝 | 字小渕     | ○            | ○            | ○    |
| 雄勝町雄勝 | 字上雄勝   | ○            | ○            | ○    |
| 雄勝町雄勝 | 字折下     | ○            | ○            | ○    |
| 雄勝町雄勝 | 字船戸神明 | ○            | ○            | ○    |
| 雄勝町雄勝 | 字中倉     | ○            | ○            | ○    |
| 雄勝町雄勝 | 字唐桑     | ○            | ○            | ○    |
| 雄勝町雄勝 | 字味噌作   | ×            | ○            | ○    |

## 歴史
1889年に町村制施行により、雄勝浜、明神浜、名振浜、船越浜、大須浜、熊沢浜、桑浜、立浜、大浜、小島浜、水浜、分浜が合併して十五浜村が成立した際に、十五浜村の大字として雄勝が成立し、1941年に十五浜村が町制を施行するにあたって雄勝町雄勝となり、2005年に雄勝町が1市6町合併により、石巻市となると、石巻市雄勝町雄勝となった
また、宿駅としても栄え、交通の要所でもあり、域内の雄勝町雄勝字呉壺はサン・ファン・バウティスタ号の建造地としても知られている。

## 交通

### 鉄道
域内に鉄道はないが、最寄駅は女川駅（石巻線）もしくは、鹿又駅（石巻線）である。

### バス
- 雄勝地区住民バス[9]
  - 大須三区線
  - 名振線
  - 原線
  - 水浜線

### 道路
- 国道398号
- 宮城県道192号石巻雄勝線
- 宮城県道238号釜谷大須雄勝線
- 最寄IC：河北IC

## 小・中学校の学区
小・中学校の学区は以下の通りとなる。
| 大字       | 字・番地 | 小学校             | 中学校             |
| ---------- | -------- | ------------------ | ------------------ |
| 雄勝町雄勝 | 全域     | 石巻市立雄勝小学校 | 石巻市立雄勝中学校 |

## 人口
2024年（令和6年）12月末時点での人口は以下の通りである。
| 大字       | 小字       | 世帯数〔世帯〕 | 男〔人〕 | 女〔人〕 | 計〔人〕 |
| ---------- | ---------- | -------------- | -------- | -------- | -------- |
| 雄勝町雄勝 | 字折下     | 1              | 1        | 0        | 1        |
| 雄勝町雄勝 | 字唐桑     | 7              | 9        | 5        | 14       |
| 雄勝町雄勝 | 字呉壺     | 6              | 7        | 6        | 13       |
| 雄勝町雄勝 | 字下雄勝   | 33             | 21       | 28       | 49       |
| 雄勝町雄勝 | 字寺       | 1              | 0        | 1        | 1        |
| 雄勝町雄勝 | 字中倉     | 3              | 1        | 5        | 6        |
| 雄勝町雄勝 | 字原       | 24             | 18       | 22       | 40       |
| 雄勝町雄勝 | 字船戸神明 | 10             | 9        | 7        | 16       |
| 雄勝町雄勝 | 字味噌作   | 13             | 9        | 9        | 18       |
| 合計       | 合計       | 98             | 75       | 83       | 158      |